# Dense-rock equivalent
Dense-rock equivalent (afkorting: DRE; Engels voor "compact-gesteente-equivalent") is een schatting van de hoeveelheid magma die vrijkomt bij een vulkaanuitbarsting. Het DRE is een volumemaat, die gewoonlijk in km³ wordt uitgedrukt. Vulkanologen gebruiken deze maat om uitbarstingen uit het verleden te vergelijken. Ook in de planetologie wordt deze methode toegepast om uitbarstingen op andere hemellichamen te vergelijken.
Dense-rock equivalents kunnen zowel voor het extrusieve materiaal (lava) als het effusieve materiaal (tefra) gebruikt worden. Het totaal aan vrijgekomen materiaal bij de uitbarsting is de som van die twee.

## Bepaling
Om de DRE te bepalen is een goede veldstudie van de afzettingen van de vulkaan noodzakelijk. Wanneer bekend is over welk oppervlak de afzettingen van een uitbarsting verspreid zijn en welke dikte ze hebben, kan het volume van de afzettingen berekend worden. Daarbij moet geschat worden hoeveel van de afzettingen na de uitbarsting door erosie verwijderd is.
Het volume moet daarna gecorrigeerd worden voor de hoeveelheid porositeit van het materiaal. In tefra-afzettingen bestaat een groot deel van het volume uit lucht, dat tussen de deeltjes in zit. In sommige lava's is lucht aanwezig in de vorm van vesicles, bellen gas die bij het stollen in de lava gevangen werden. De correctiefactor kan worden bepaald door de dichtheid van het oorspronkelijke type magma te vergelijken met de gemiddelde dichtheid van de tefra-afzetting.